# Cephalopholis sexmaculata
Cephalopholis sexmaculata är en fiskart som först beskrevs av Rüppell, 1830.  Cephalopholis sexmaculata ingår i släktet Cephalopholis och familjen havsabborrfiskar. IUCN kategoriserar arten globalt som livskraftig. Inga underarter finns listade i Catalogue of Life.